# Girvan Dempsey
Girvan Thomas Dempsey (Dublino, 2 ottobre 1975) è un ex rugbista a 15, allenatore di rugby a 15 e dirigente sportivo irlandese, per 15 anni estremo della provincia di Leinster e internazionale per l'Irlanda dal 1998 al 2008 in tre edizioni della Coppa del Mondo. Dal 2018 ricopre il ruolo di tecnico dell'attacco per il Bath.

## Biografia
Proveniente dal Terenure College di Dublino, scuola superiore cattolica della capitale irlandese, entrò dopo gli studi universitari nella provincia di Leinster inizialmente rappresentandola nel campionato interprovinciale irlandese.
Nel 1998 esordì per l'Irlanda contro la Georgia durante le qualificazioni europee alla Coppa del Mondo 1999; l'anno successivo fu inserito nella rosa dei giocatori convocati per la manifestazione, ma non scese mai in campo.
Nel 2001 prese parte con Leinster alla prima edizione della Celtic League, vincendola subito; incluso nella rosa irlandese alla Coppa del Mondo di rugby 2003 in Australia, debuttò nella manifestazione durante una vittoria per 45-17 sulla Romania a Gosford.
Nel 2005 fu invitato dai Barbarians per un incontro con un XV della Scozia a Twickenham.
Due anni più tardi partecipò alla sua terza Coppa del Mondo consecutiva, disputandovi quattro partite.
Il 2008 fu l'anno sia della sua seconda vittoria in Celtic League con Leinster che del termine della sua carriera internazionale: disputò infatti il suo ultimo incontro per l'Irlanda a novembre contro la Nuova Zelanda, poi fu incluso tra i convocati del Sei Nazioni 2009 ma mai utilizzato.
Poco più tardi si laureò campione d'Europa con Leinster e a novembre il C.T. irlandese Eddie O'Sullivan non lo convocò per i test di fine anno 2009.
Alla fine della stagione 2009-10 Dempsey annunciò il suo ritiro dalle competizioni.
Subito dopo la fine della carriera agonistica entrò nello staff dirigenziale di Leinster e, dal 2012, è direttore del settore giovanile del club e tecnico della squadra "A".

## Palmarès

### Giocatore
- Celtic League: 2
2001-02, 2007-08
- Heineken Cup: 1
2008-09

### Allenatore
- Pro14: 1
Leinster: 2017-18
- Champions Cup: 1
Leinster: 2017-18